# Champ e Major
Champ (Scranton, 11 de novembro de 2008 – Wilmington, 19 de junho de 2021) e Major (Wilmington, 17 de janeiro de 2018) são cães pastores alemães de estimação que pertencem ao ex-presidente dos Estados Unidos Joe Biden e à primeira-dama Jill Biden. Major é o primeiro cão de abrigo a ter vivido na Casa Branca. Champ faleceu em junho de 2021.

## Biografias

### Champ
Champ (nascido em novembro de 2008) foi comprado na Pensilvânia por Biden após o então senador prometer a sua mulher que compraria um cão caso Barack Obama vencesse a eleição presidencial de 2008. O nome de Champ, dado por suas netas, lembrou Biden do conselho dado a ele por seu pai que disse: "Toda vez que você é derrubado, campeão, levante-se!" Joe Biden tem uma afinidade com pastores alemães, tendo treinado-os no passado. Biden daria às crianças pequenos brinquedos de pelúcia de Champ durante sua vice-presidência.
A Casa Branca anunciou a morte de Champ em 19 de junho de 2021.

### Major
Major (nascido em janeiro de 2018) foi um resgate de uma ninhada que havia sido exposta a "algo tóxico" em sua casa, e seu dono não tinha condições de arcar com as despesas de cuidados veterinários para eles. Ele foi promovido pelos Bidens no início daquele ano do abrigo da Delaware Humane Association e está com eles desde o final de 2018. No dia em que Joe Biden adotou o cachorro do abrigo, ele ficou "contando histórias e tirando selfies com funcionários" por mais de uma hora. A origem do nome do Major não é conhecida publicamente, mas Beau, falecido filho do atual presidente com sua primeira mulher, foi major na Guarda Nacional de Delaware. Major juntou-se a muitos outros cães adotados por líderes mundiais, incluindo o presidente francês Emmanuel Macron e cão Nemo, fruto do cruzamento de um Labrador com um Griffon, e o primeiro-ministro canadense Justin Trudeau e seu cão português Kenzie.

## Incidentes
Em 28 de novembro de 2020, o então presidente eleito Biden fraturou o pé enquanto jogava com o Major. Biden disse numa entrevista que o Major estava à espera para jogar depois que o presidente eleito saiu do chuveiro: "Estava a brincar, a correr atrás dele e agarrei no seu rabo. E o que aconteceu foi que ele escorregou num tapete. E eu tropecei no tapete em que ele escorregou".
A 8 de março de 2021, Champ e Major foram temporariamente transferidos para morar com um amigo da família em Delaware após um pequeno incidente em que Major mordeu um agente policial. Major ficou conhecido por exibir comportamento agitado em várias ocasiões, no passado, incluindo "pular, latir e atacar" na equipe e na segurança. Joe Biden observou numa entrevista que a mordida não penetrou na pele. Eles retornaram à Casa Branca a 24 de março depois que Major recebeu algum treinamento, incluindo treinamento sobre como viver com um futuro gato que os Bidens estão a pensar adotar na Casa Branca. A 30 de março, Major envolveu-se num segundo incidente de mordida na Casa Branca, após ter mordido um funcionário do Serviço Nacional de Parques durante uma caminhada. Major não é o primeiro cão presidencial a ter incidentes com mordidas. Em incidentes separados, o cão Major de Franklin D. Roosevelt (que também era pastor alemão) mordeu a senadora dos Estados Unidos Hattie Wyatt Caraway e atacou o primeiro-ministro do Reino Unido Ramsay MacDonald, arrancando as calças de MacDonald. O bull terrier Pete de Theodore Roosevelt mordeu e rasgou as calças embaixador de França nos Estados Unidos, Jean Jules Jusserand.

## Atividades políticas
Em julho de 2020, a neta de Biden, Naomi, postou um tweet mostrando Champ e Major a brigar por um brinquedo para mastigar Donald Trump. Embora o tweet tenha sido excluído posteriormente, a foto reapareceu nas redes sociais antes da eleição presidencial de 2020 nos Estados Unidos.
Champ e Major apareceram em anúncios de Biden na sua campanha presidencial de 2020 contra o presidente Donald Trump, que não tinha animais de estimação na Casa Branca. Durante a campanha, Biden tuitou que "Alguns americanos comemoram o #NationalCatDay, alguns comemoram o #NationalCatDay ... O presidente Trump não comemora nenhum dos dois. Diz muito. É hora de colocarmos um animal de estimação de volta na Casa Branca".
Três dias antes da posse de Joe Biden, a Delaware Humane Association realizou uma "posse" para Major. Mais de 7.400 pessoas compareceram via Zoom e contou com a apresentação de Josh Groban. O evento também arrecadou duzentos mil dólares em doações para a associação.

## Galeria

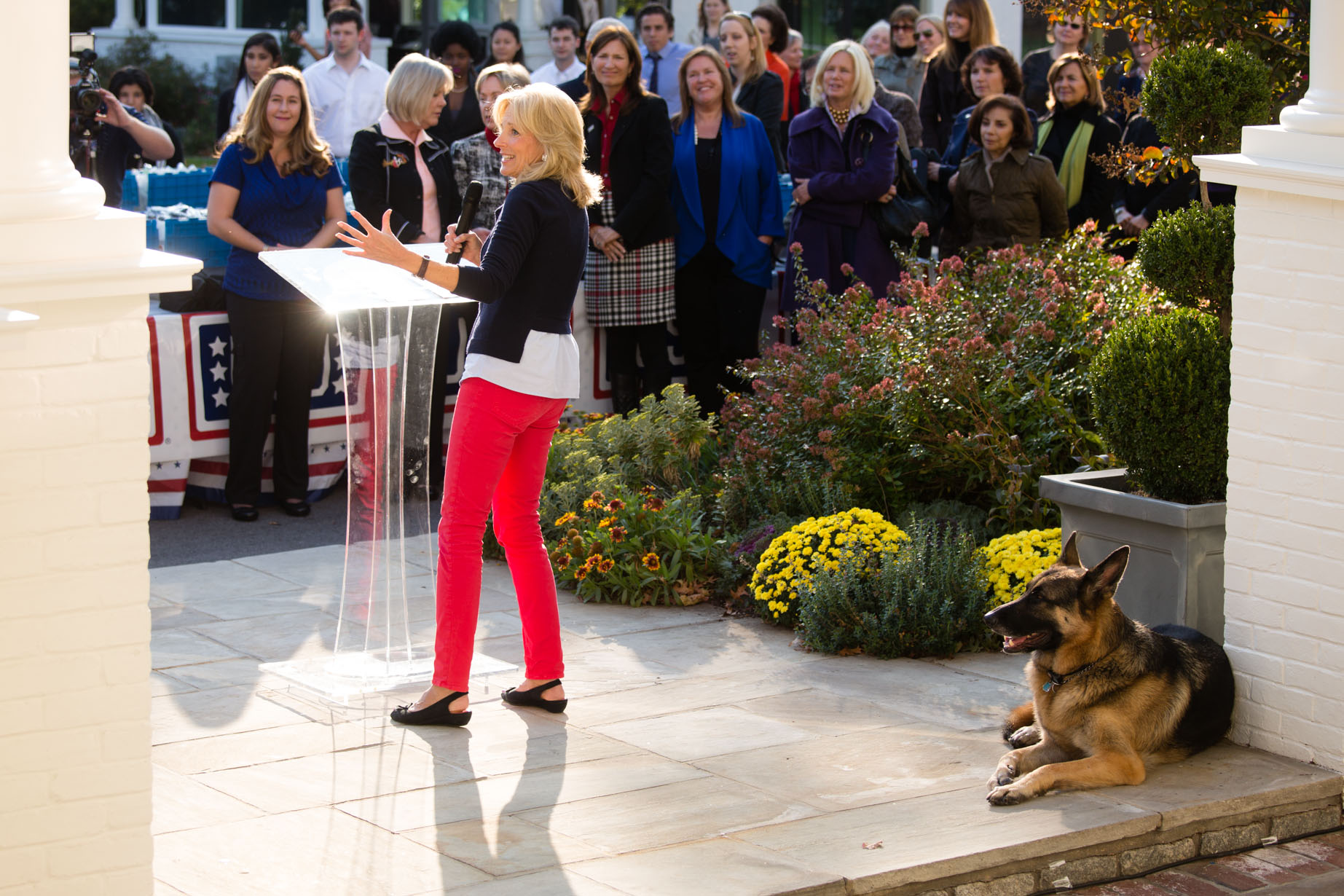
Champ com Jill Biden enquanto discursa no Number One Observatory Circle em 2013.
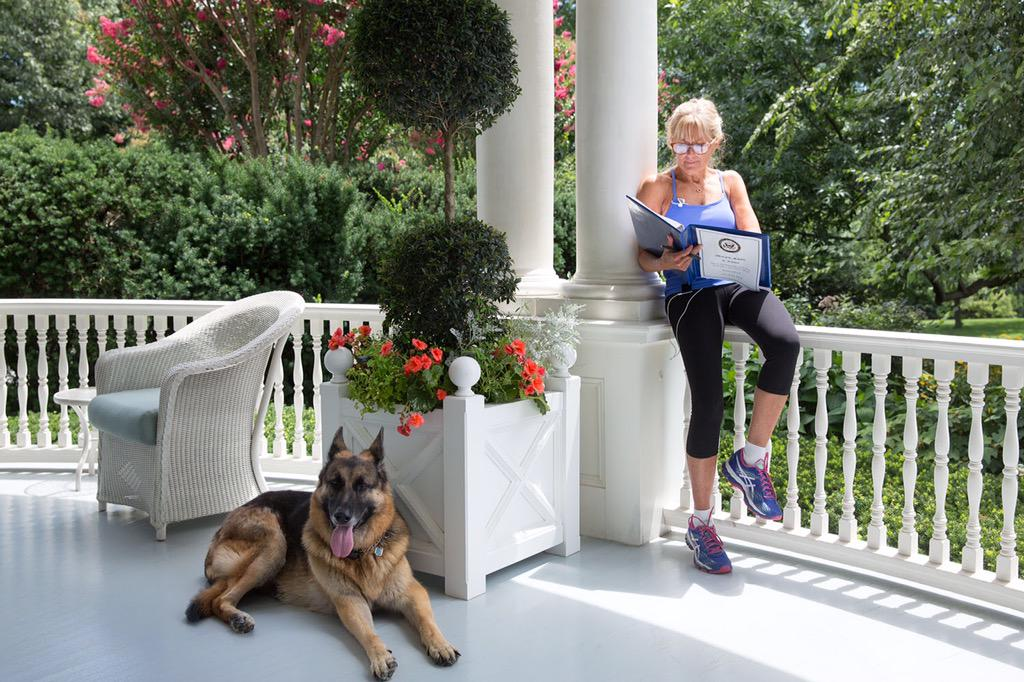
Champ e Jill Biden na varanda do Number One Observatory Circle em 2015.
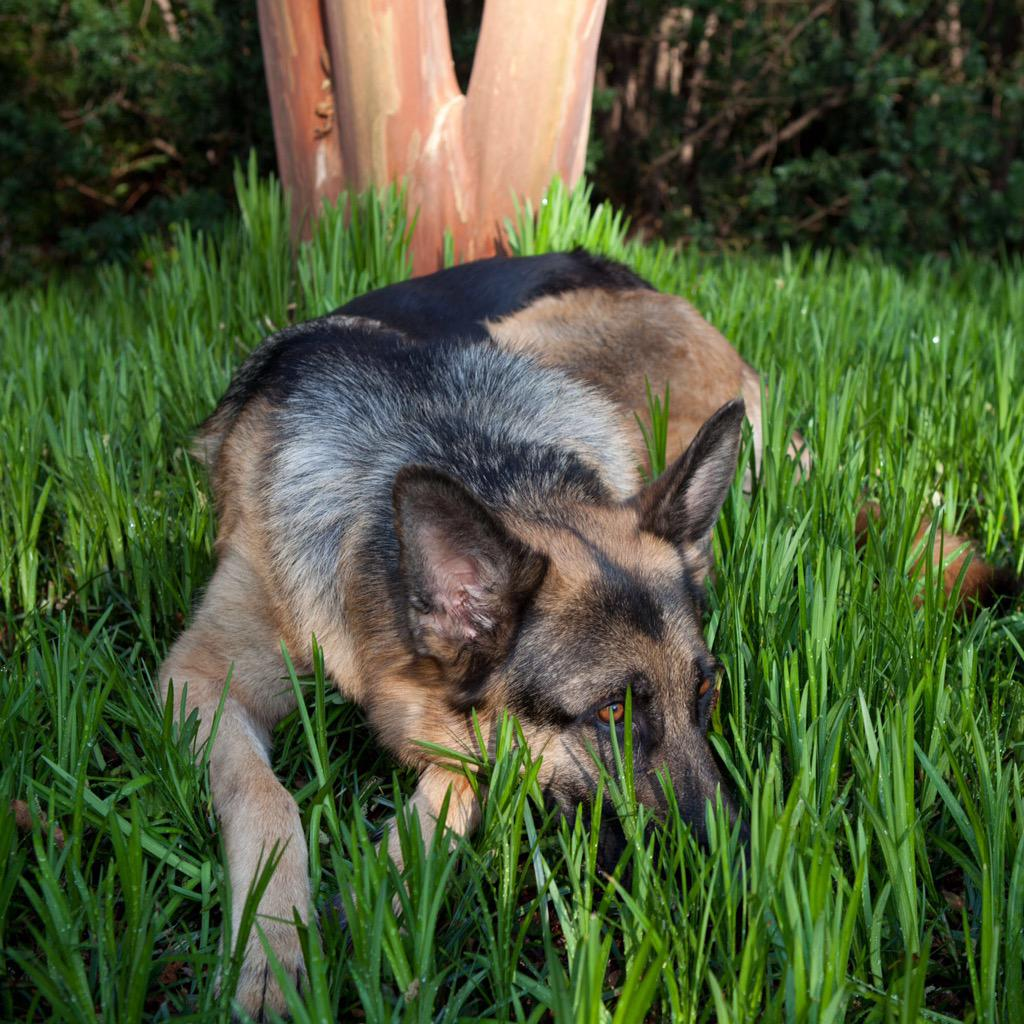
Champ em agosto de 2015.
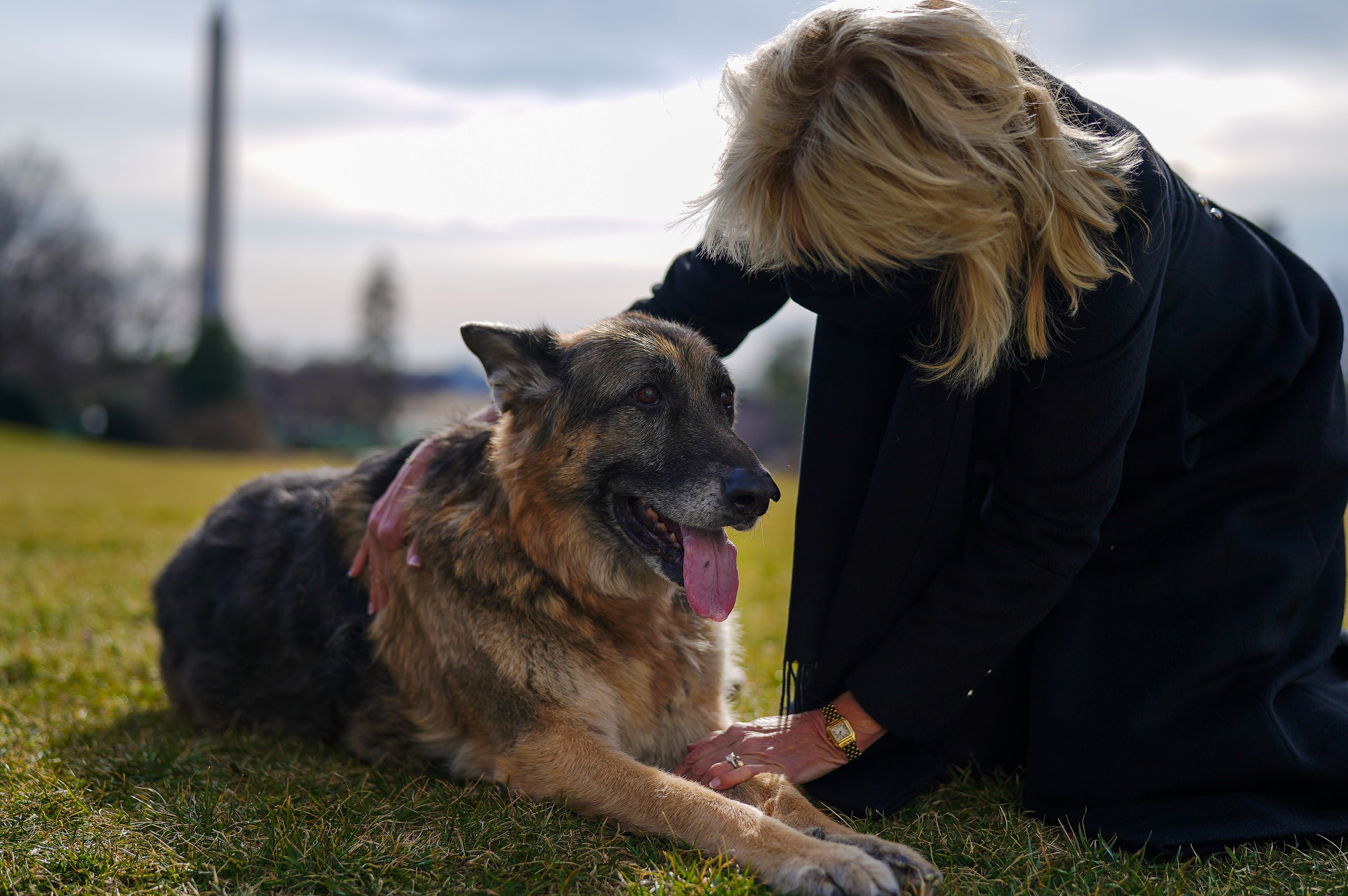
Champ e Jill Biden no gramado da Casa Branca em janeiro de 2021.
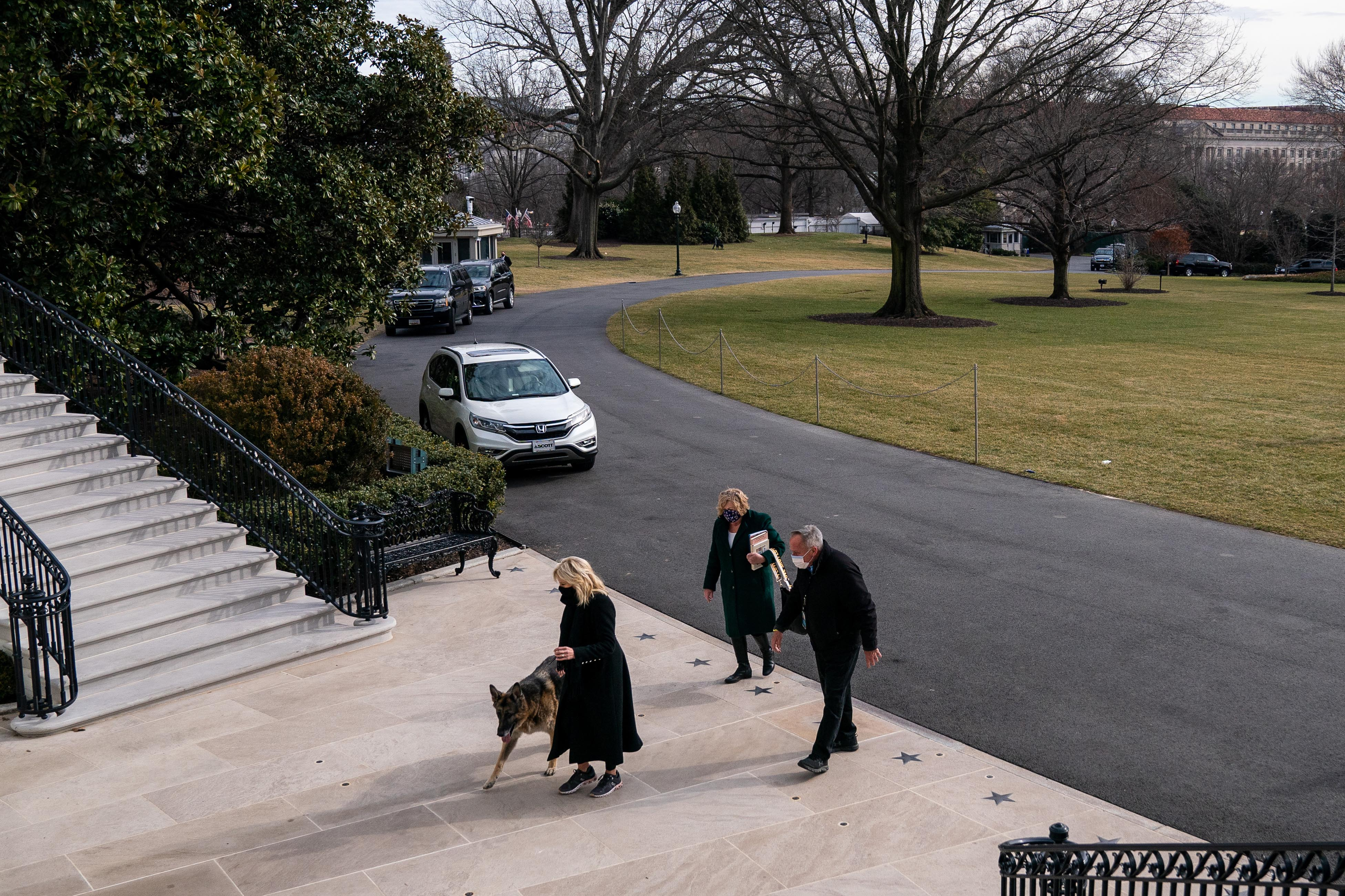
Champ e Major chegam à Casa Branca em janeiro de 2021.
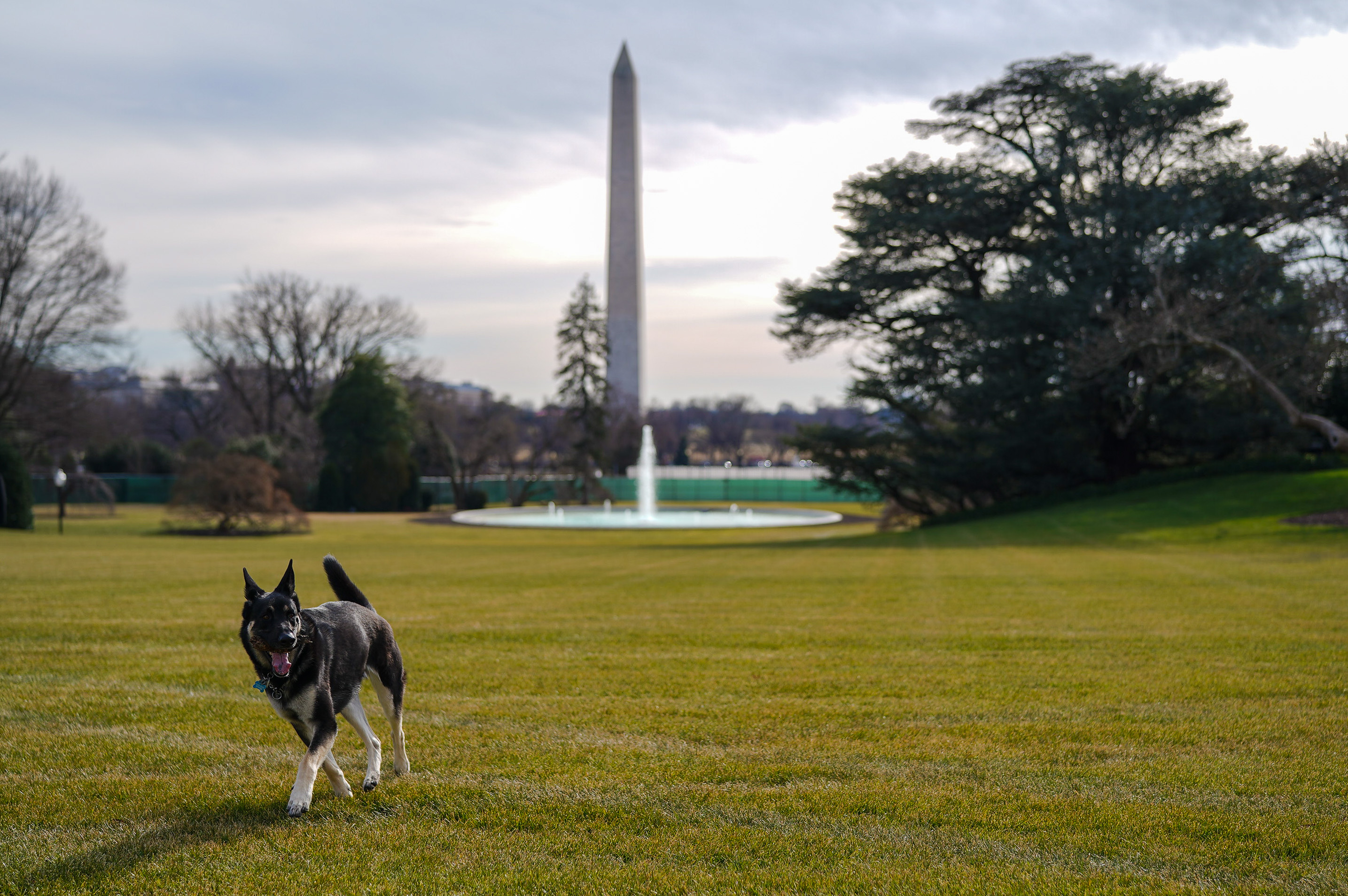
Major no gramado da Casa Branca em janeiro de 2021.
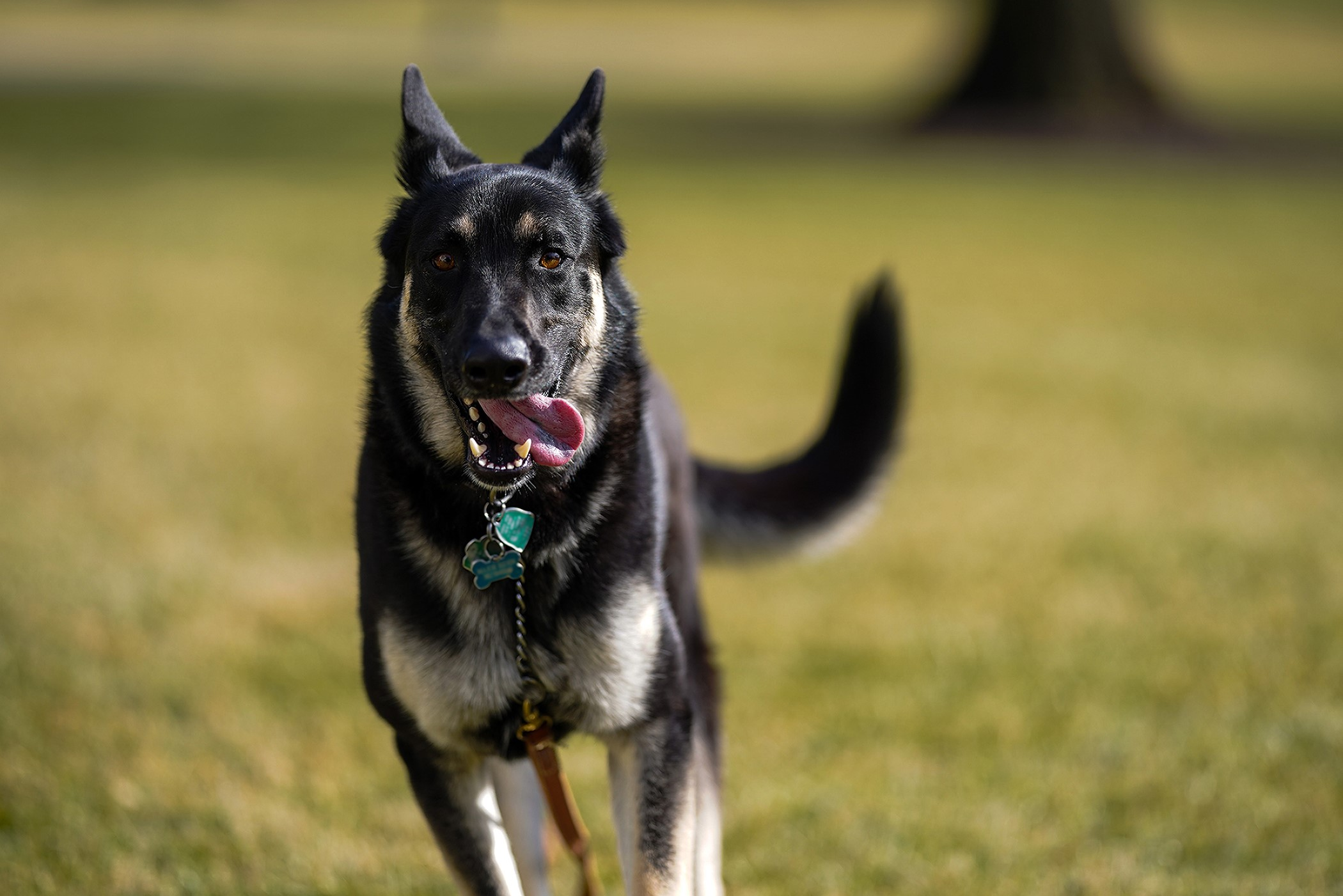
Grande corrida no gramado da Casa Branca em janeiro de 2021.
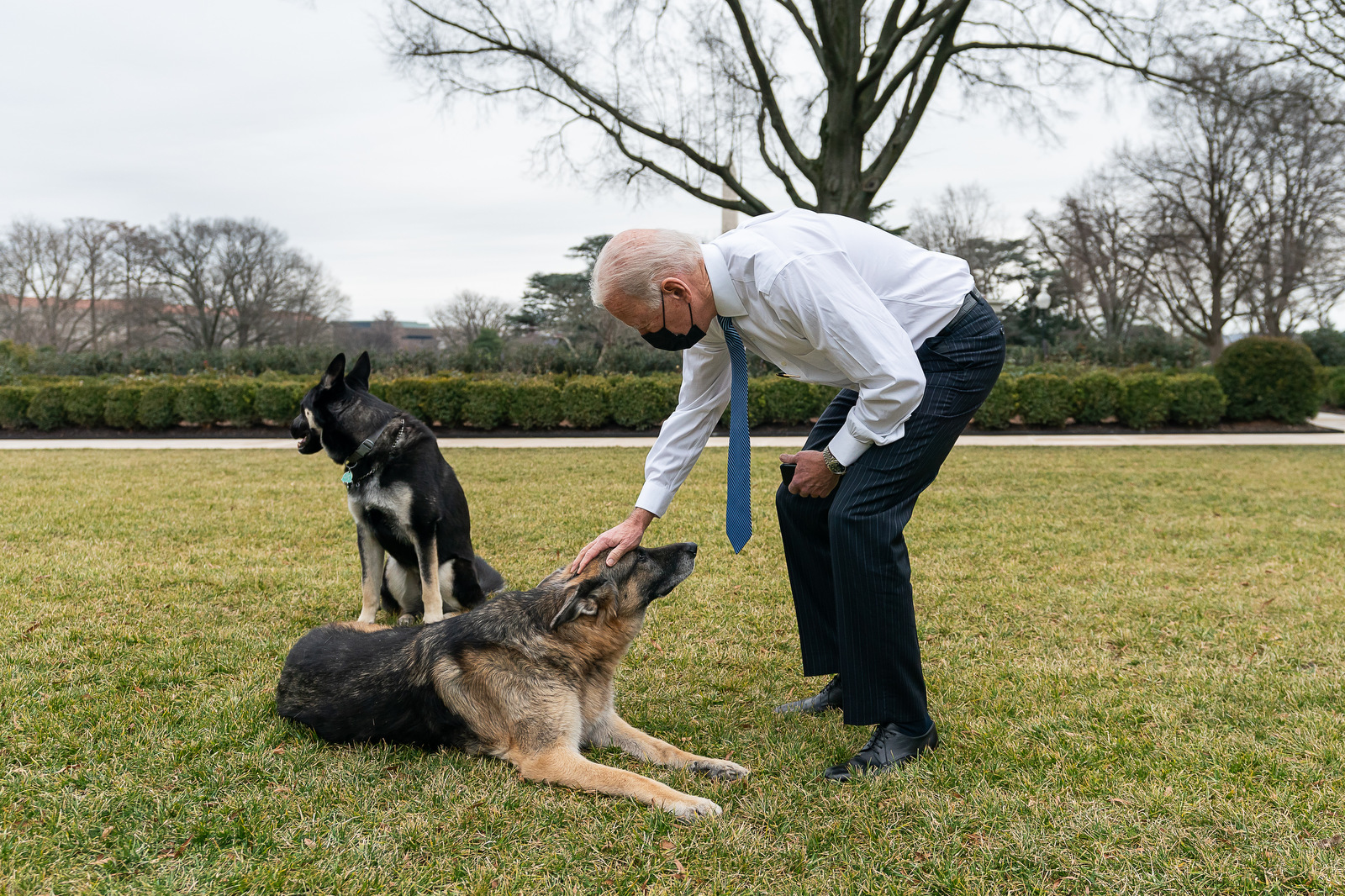
Presidente Biden jogando com Champ e Major no Jardim das Rosas da Casa Branca em janeiro de 2021.
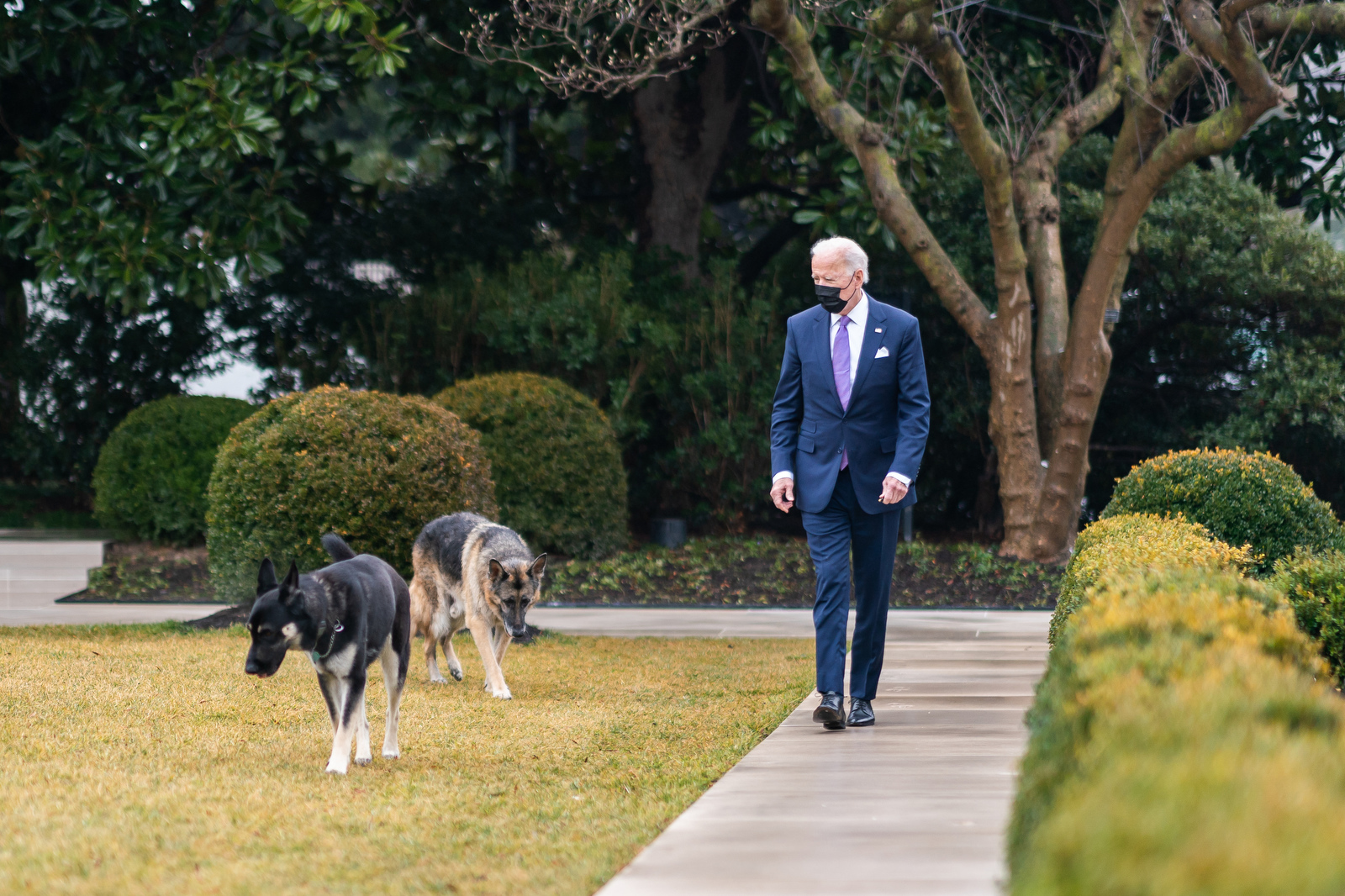
Presidente Biden caminhando com Champ e Major pelo Jardim das Rosas da Casa Branca em janeiro de 2021.
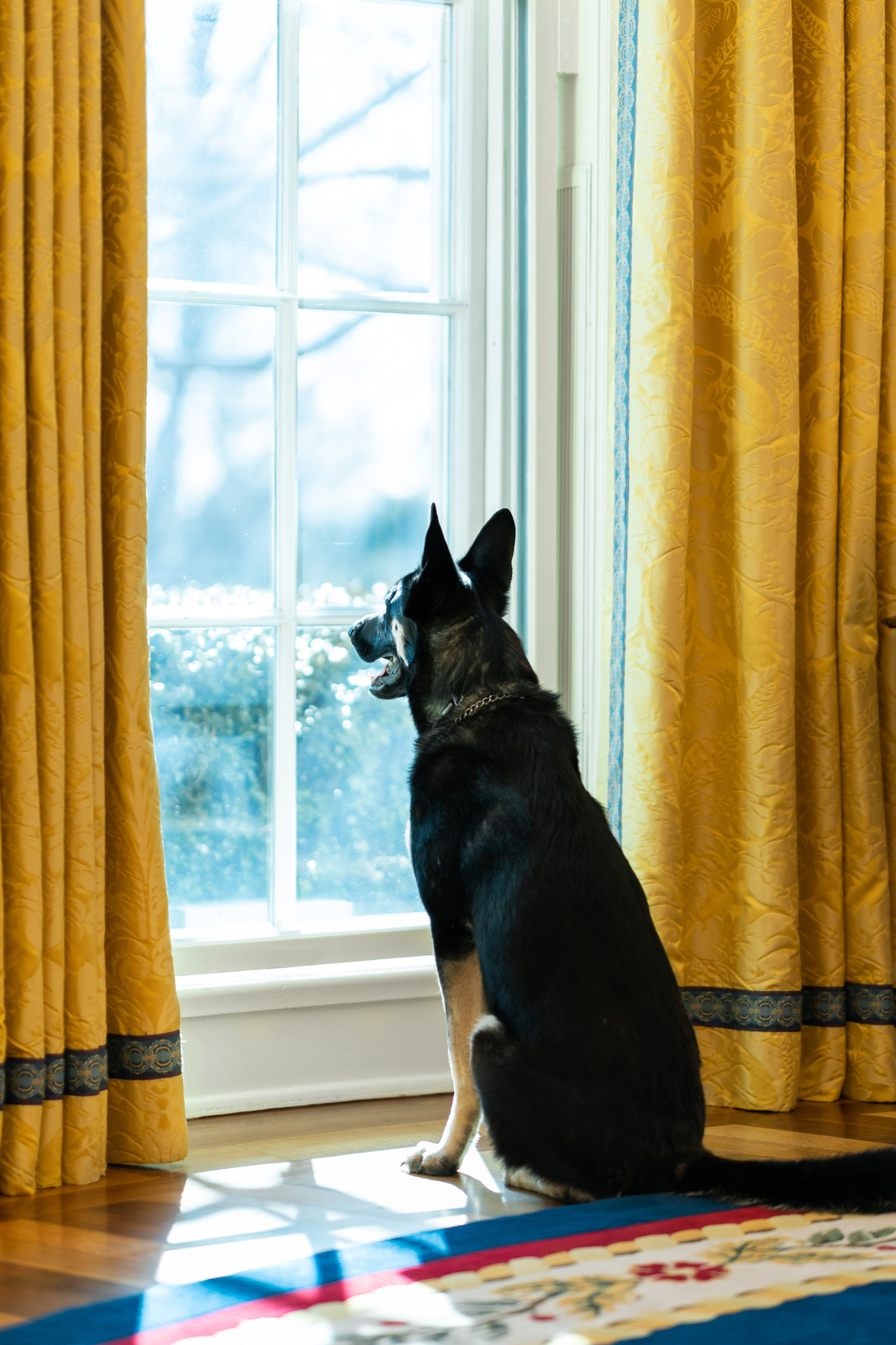
Major no Sala Oval em janeiro de 2021.
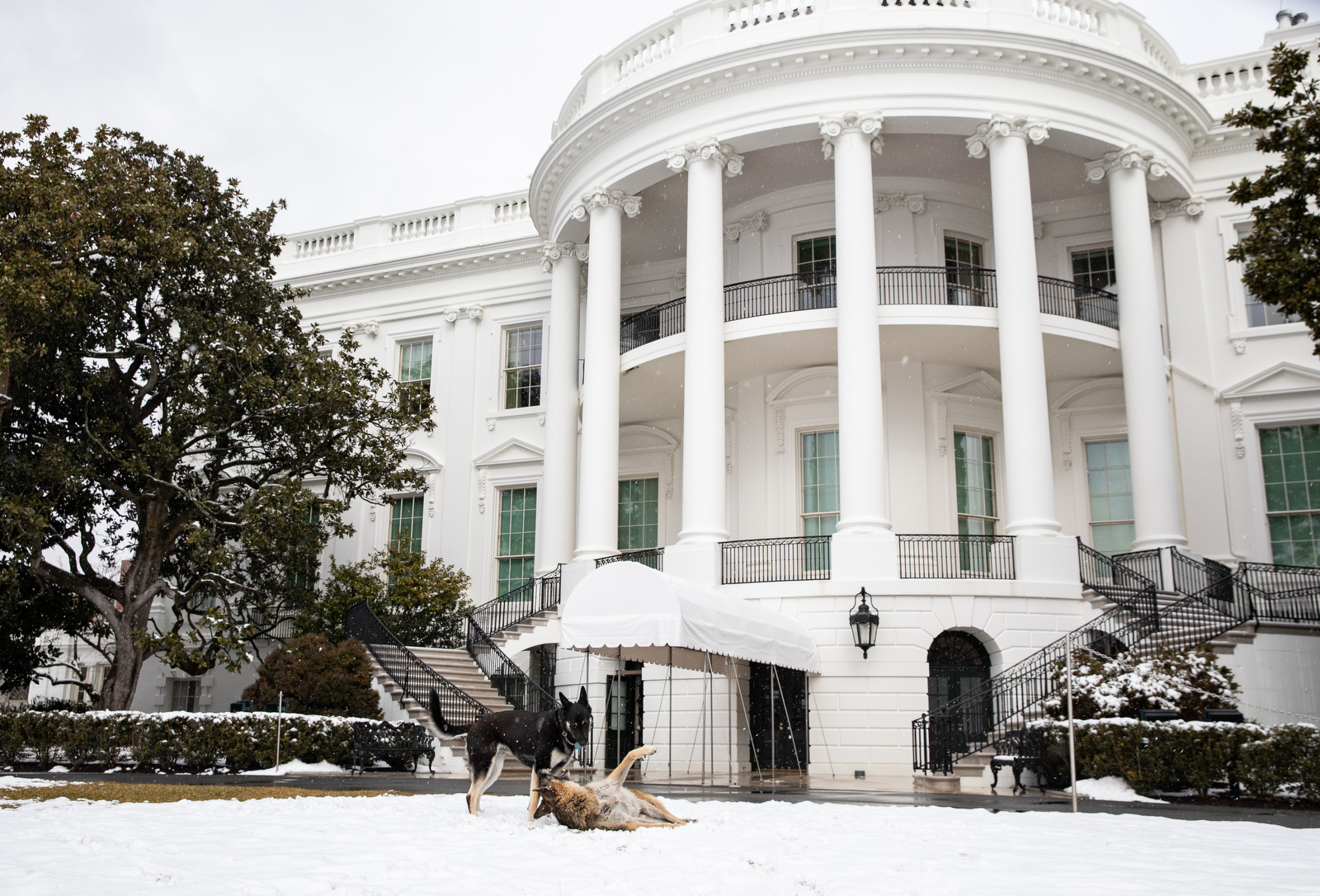
Champ e Major brincando na neve no gramado sul da Casa Branca em fevereiro de 2021.
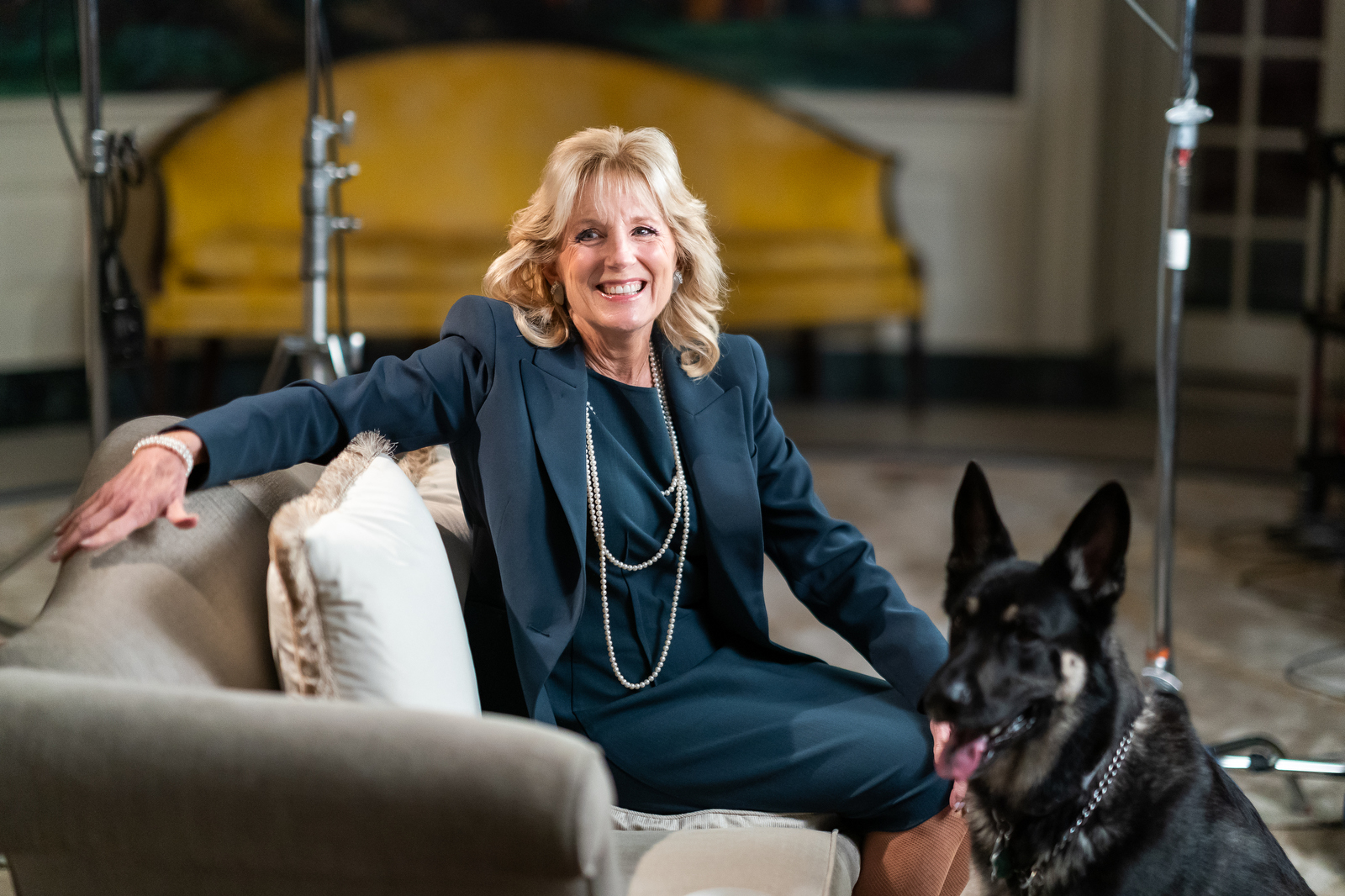
Major e Jill Biden na sala de recepção diplomática da Casa Branca em fevereiro de 2021.
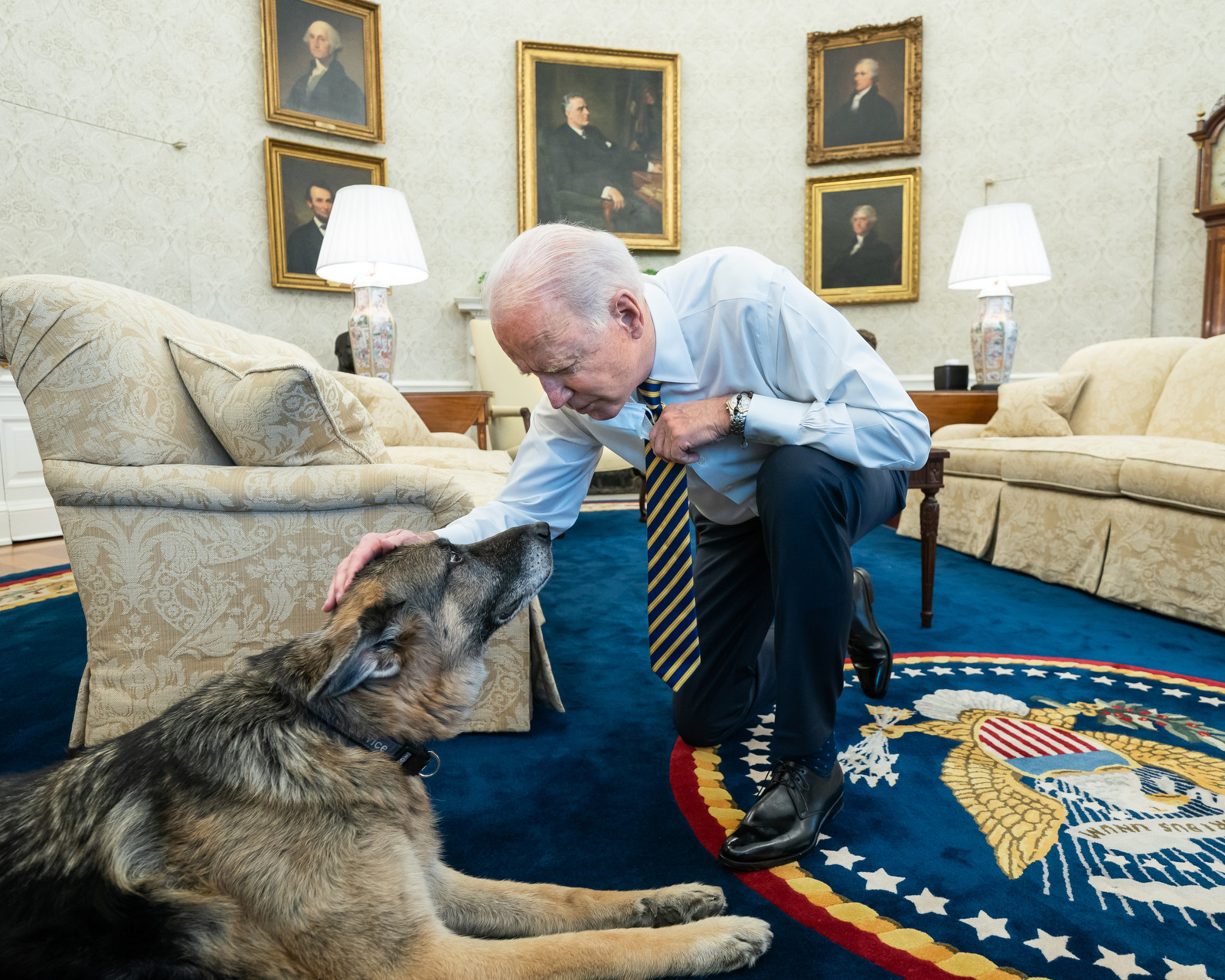
O presidente Biden acaricia o Champ no Salão Oval em fevereiro de 2021.
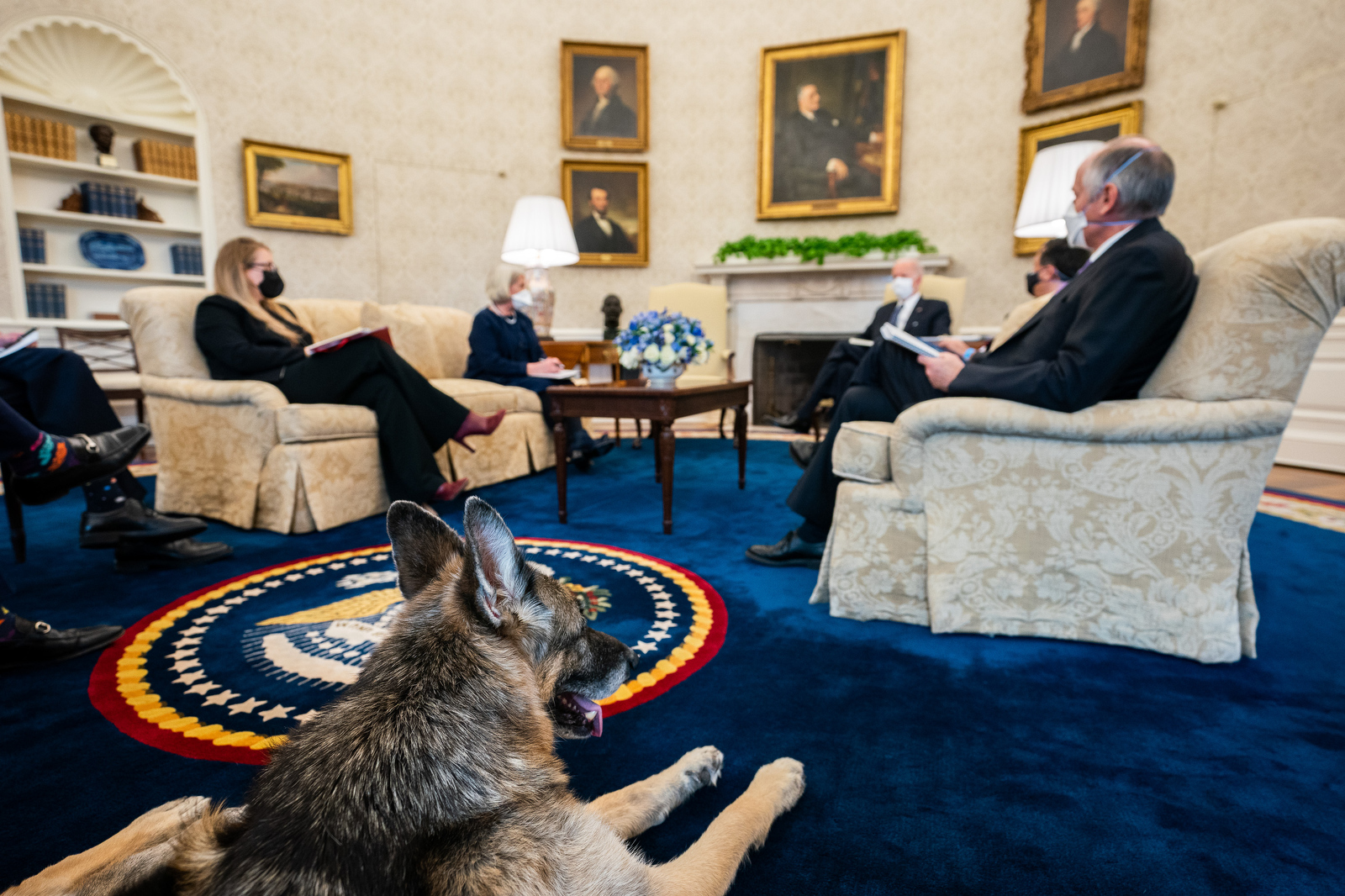
Biden encontra-se com vários oficiais séniores e Champ fica deitado no chão.